# Marie Schloß
Marie Schloß, geb. Haas (* 31. Januar 1872 in Freiburg im Breisgau; † 19. Oktober 1952 in Bern) war eine deutsche Schriftstellerin und Politikerin (FVP, DDP).

## Leben
Marie Haas wurde als Tochter des jüdischen Kaufmanns und Weinhändlers Julius Haas geboren. Nach dem Besuch der Höheren Mädchenschule in Freiburg und Landau bildete sie sich mit Privatstudien in Volkswirtschaftslehre und Fremdsprachen fort. Sie heiratete 1893 den Tabakfabrikanten Adolf Schloß, gebar zwei Söhne und war während ihrer Ehe Hausfrau in Emmendingen. Nach dem frühen Tod ihres Mannes 1907 arbeitete sie als Redakteurin beim Badischen Landesboten in Karlsruhe. Daneben engagierte sie sich in der sozialen Fürsorge und hatte ab 1912 eine Stelle als Fürsorgebeamtin in Königsfeld im Schwarzwald inne. Des Weiteren betätigte sie sich als Schriftstellerin und war Mitglied der Deutschen Friedensgesellschaft, des Vereins für soziale Hygiene sowie des Bundes Deutscher Bodenreformer.
Schloß war zunächst Mitglied der Fortschrittlichen Volkspartei (FVP) und setzte sich für das Frauenwahlrecht ein. Nach dem Ersten Weltkrieg trat sie in die Deutsche Demokratische Partei (DDP) ein und wurde 1919 Kreisabgeordnete des Landkreises Villingen. Vom 29. Oktober 1919, als sie für den ausgeschiedenen Abgeordneten Martin Venedey nachrückte, bis 1921 war sie Mitglied des Landtages der Republik Baden. Ihr Bruder, der Rechtsanwalt Ludwig Haas, war ebenfalls Landtagsabgeordneter.
1931 zog sie zu ihrem Sohn Erwin nach Gnadau, mit dem sie nach der Machtübernahme der Nationalsozialisten 1935 ins schweizerische Exil ging.